# Wadi Bih
El Wadi Bih (en árabe: وَادِي ٱلْبَيْح‎, romanizado: Wādī Al-Bayḥ), también conocido como Wadi Al Biyah, es un valle o río seco, con caudal efímero o intermitente, que fluye casi exclusivamente durante la temporada de lluvias, situado al oeste de la Gobernación de Musandam, en el Sultanato de Omán, y al noreste de los Emiratos Árabes Unidos, en el Emirato de Ras al Jaima.
Forma su propia cuenca hidrográfica, que abarca una extensa área de drenaje, con una superficie comprendida entre 460 y 483 km², repartida entre el territorio de UAE y Omán (172,32 km² en UAE y 298,26 km² en Omán, aproximadamente).
Tanto el cauce principal del Wadi Bih, como los de sus wadis afluentes, han sido históricamente habitados por tribus locales dedicadas principalmente a la agricultura y la ganadería, muy dependientes siempre de los recursos hídricos para su economía y para su propia supervivencia, por lo que a falta de precipitaciones regulares, la captación y almacenamiento de agua a través de la canalización de la escorrentía y la explotación, mediante pozos, de los acuíferos del Wadi Bih, han sido y siguen siendo fundamentales en esta región. 
El Wadi Bih tiene también una gran importancia para el desarrollo de algunas de las ciudades costeras del Golfo Pérsico, en UAE, como es el caso de Ras al Jaima, capital del emirato homónimo, con una población en 2024 de casi 200.000 habitantes, y una creciente actividad industrial, comercial y turística, que hasta la construcción de una planta desalinizadora, en 1998, dependía exclusivamente de la extracción de agua subterránea del acuífero poco profundo del Wadi Al Bih como única fuente de agua dulce para usos domésticos y de otro tipo.

## Fuente

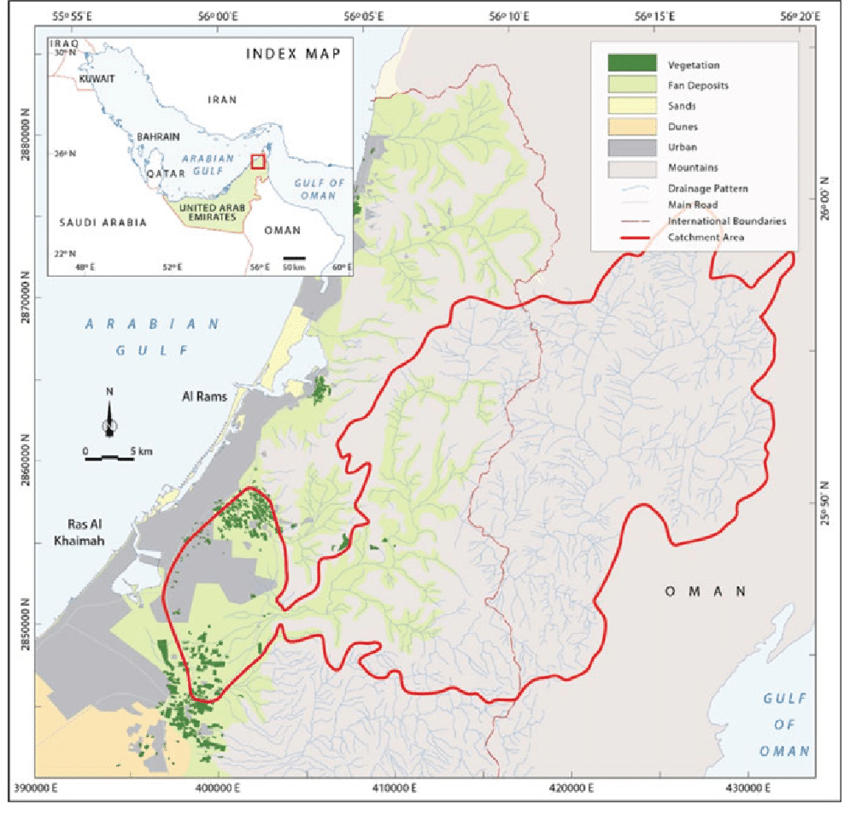
Localización y zona de captación del Wadi Bih en el Emirato de Ras Al Khaimah (Fuente: Ebraheem et al. 2012)

Como suele ocurrir con otros muchos ríos, determinar el lugar de nacimiento del Wadi Bih no es tarea sencilla, ya que depende de los criterios que se utilicen para determinar cuál es el cauce principal del wadi, y este concepto de río principal, como el concepto de nacimiento de un río, o la distinción entre río principal y afluente, son bastante subjetivos.
En hidrología, se suele definir como río principal el curso con mayor caudal de agua (medio o máximo), o bien con mayor longitud o mayor área de drenaje, aunque en ocasiones, cuando un río es alimentado por más de una fuente, también se utiliza el criterio de la fuente de origen más elevada.
Siguiendo un criterio tradicional, se podría considerar el Wadi Bih, nace al sur de la aldea de Salhad / Salḩad, en la Gobernación de Musandam (Omán), en donde confluyen varios importantes afluentes: Wadi Salhad, Wadi Halqa Rawdah, y Wadi Banah. En este supuesto, el Wadi Bih tendría una longitud aproximada de 36,56 km.
Si se da prioridad al criterio de la fuente de origen más elevada, tomando como curso principal del Wadi Bih, el de su afluente Wadi Salhad, su nacimiento se situaría aproximadamente en el punto de coordenadas 25°58'23"N 56°14'04"E , a 1.981 m, en la vertiente sur del Jabal Al Harim (2.087 m), cima más elevada de la cuenca hidrográfica y de toda la Península de Musandam, y tendría por lo tanto una longitud total de 52,03 km.

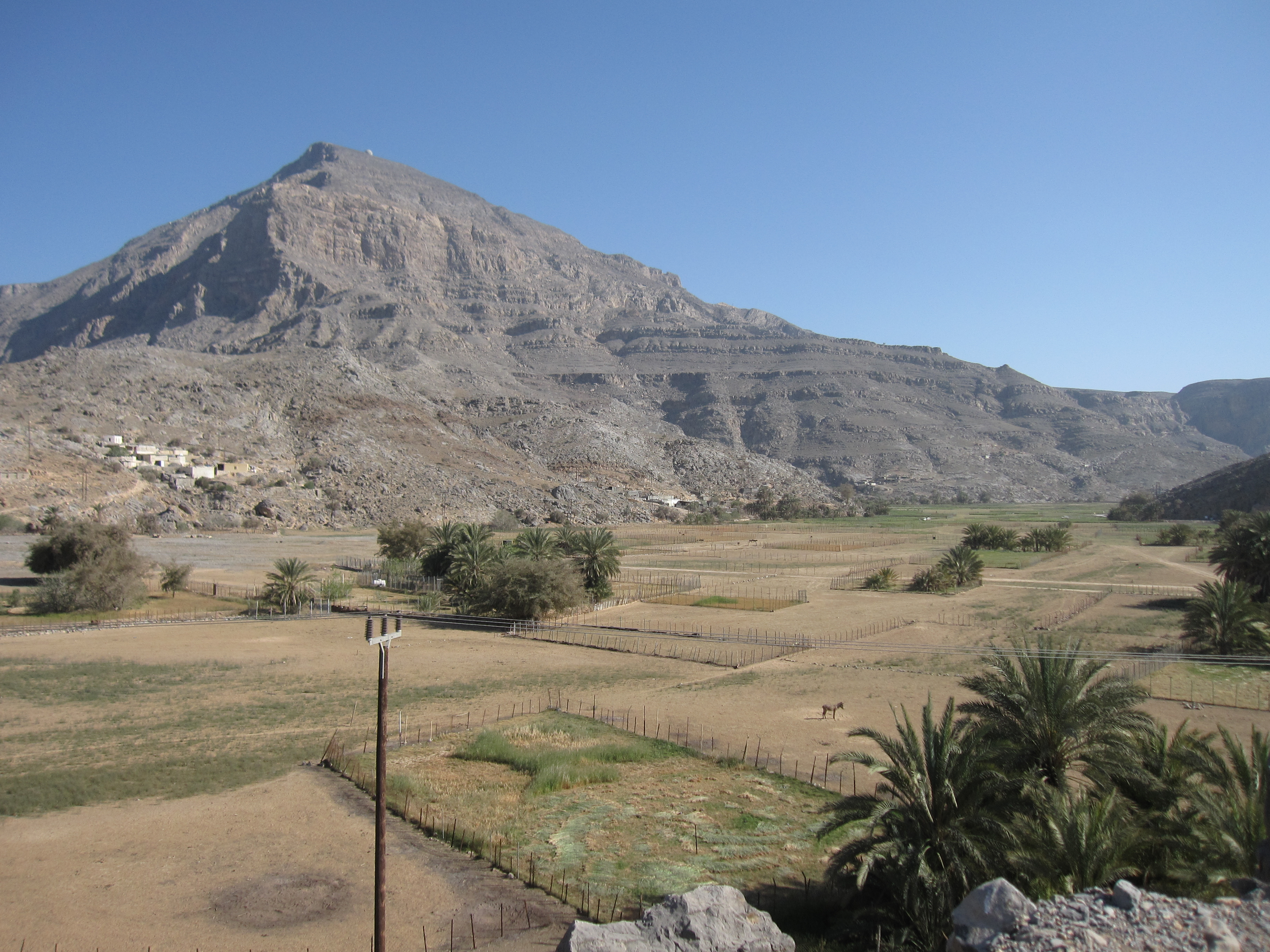
Vista del Jabal Al Harim desde el Green Valley

Si se utiliza el criterio de mayor longitud y mayor área de drenaje, pero con una elevación de la fuente ligeramente menor, y agregando al cauce principal del Wadi al Bih, el de su afluente Wadi al Jalbat, y el de uno de los afluentes de este, cuya fuente más elevada se encuentra a 1.964 m, en la vertiente oriental del Jabal Al Harim, aproximadamente en las coordenadas 25°58'34"N 56°14'11"E , el Wadi Bih tendría una longitud total de 57,44 km.
Tomando el curso del Wadi Rimth y el de uno de sus largos afluentes situado al noreste de la cuenca hidrográfica, como si se tratase del wadi principal, se obtendría una longitud ligeramente mayor (58,94 km), pero el tramo añadido ofrece un área de drenaje más pequeña, menor caudal y una menor elevación de la fuente (1.169 m).  
Finalmente, un quinto criterio intermedio entre los anteriores, que evita alterar la identidad de sus afluentes, sitúa el nacimiento del Wadi Bih al sur de la aldea de Maqalayli (en árabe: مقليلي‎), como todas las anteriores, en Omán, a 465 m, aproximadamente en el punto de coordenadas 25°55′27″N, 56°16′12″, correspondiente a la confluencia de sus afluentes Wadi al Jalbat y Wadi Rimth, de lo que resulta una longitud total de 48,54 km.

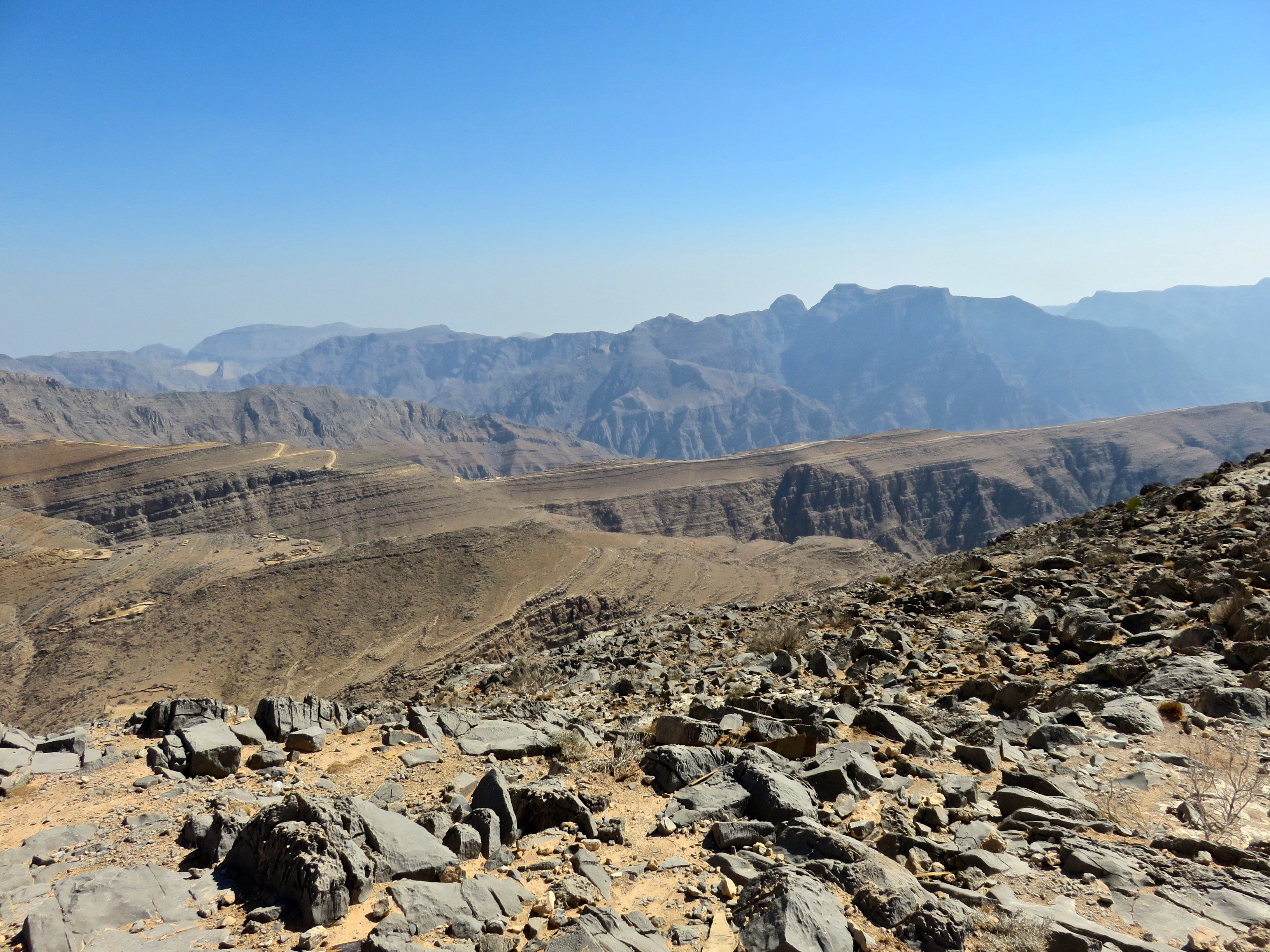
Jabal Al Harim. Ru'us al-Jibal, Península de Musandam

Los actuales mapas no aclaran mucho las opciones, pero existen mapas británicos, de 1968, elaborados a instancias de las autoridades locales, por Sir William Halcrow and Partners, como parte de un completo estudio hidrológico sobre el Wadi Bih, que se decantan claramente por esta última opción, demostrando con ello que, al menos en su día, fue la adoptada oficialmente.
En todo caso, bien de forma directa, bien indirectamente a través de sus afluentes, resulta comprobado que las principales fuentes de origen del Wadi Bih están situadas en la vertiente meridional y oriental del Jabal Al Harim (2.087 m), en la Gobernación de Musandam (Omán).

## Recorrido
Desde su nacimiento, el curso del Wadi Bih sigue inicialmente la dirección de noreste a suroeste, virando posteriormente hacia el noroeste (a la altura de Khartum al Bih), y luego hacia el suroeste, poco antes de su confluencia con el Wadi Shah / Wadi Shehah.
Aunque las cuencas de los numerosos afluentes del Wadi Bih, sustentadas por piedra caliza y caracterizadas por una topografía accidentada, presentan fuertes pendientes sin cobertura vegetal (pendiente promedio 1:250), al considerar que el nacimiento del Wadi Bih se produce en el punto de confluencia de sus afluentes Wadi al Jalbat y Wadi Rimth, a 465 m, y teniendo en cuenta que su desembocadura la altitud es de 50,54 m, su cauce principal queda limitado a lo que sería habitualmente una parte del curso medio, y el curso bajo de un wadi, presentando una escasísima pendiente, con un desnivel de sólo 410 m., gradualmente repartidos entre sus 48,54 km de longitud (pendiente promedio 1:8,45).

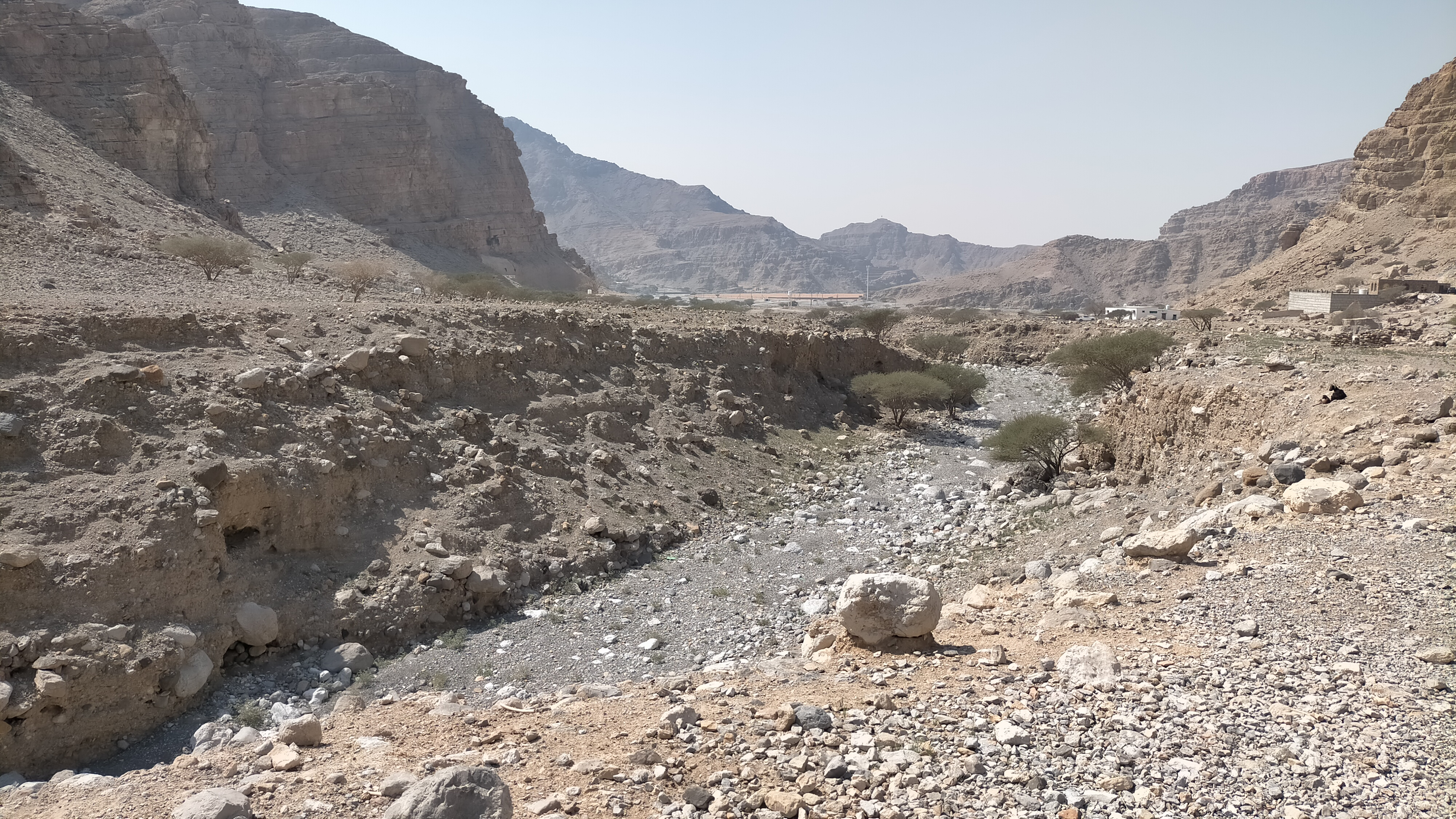
Curso bajo del Wadi Bih, próximo a la desembocadura del Wadi Ar Ra'ilah

Con un desnivel tan escaso; un cauce muy ancho y sin obstáculos; y una base fácilmente transitable de pequeños cantos rodados, grava, arena y tierra, se comprende perfectamente que el curso bajo del Wadi Bih, haya servido habitualmente como vía de comunicación y tráfico comercial entre los pequeños pueblos y numerosas aldeas y granjas aisladas que pueblan el valle y sus aledaños: Maqalayli, Bānah, Al Khartum, An Nakhas, Ralat as Saouda, Al Jannur, Al Asam, Dirah, Al Khabba, Al Hilah, Al Asmat, Salhad, Al Jawf, Al Ashkalah, Hafil, Khartum al Bih, Zibat, Al Jami`ah, Al Mazluq, Agh Al Mihli, Atmar, Al Miherbani, Jiddat Silayyah, As Siyyat, Gargaha, Al Feriya, Al Burairat y muchos más. 
No obstante, en la actualidad, el acceso al curso del Wadi Bih, se ve restringido por la existencia de un puesto de control fronterizo en el límite entre Omán y UAE, situado 19 km. antes de su desembocadura, aproximadamente en las coordenadas 25°49′28″N, 56°8′24″E , que a falta de que se desarrollen los acuerdos de cooperación entre ambos países, firmados en noviembre de 2023, para potenciar el turismo a ambos lados de la frontera, está siendo muy restrictivo para el tránsito de ciudadanos que no tengan pasaporte de UAE, Omán o países miembros del Consejo de Cooperación del Golfo (CCG). 

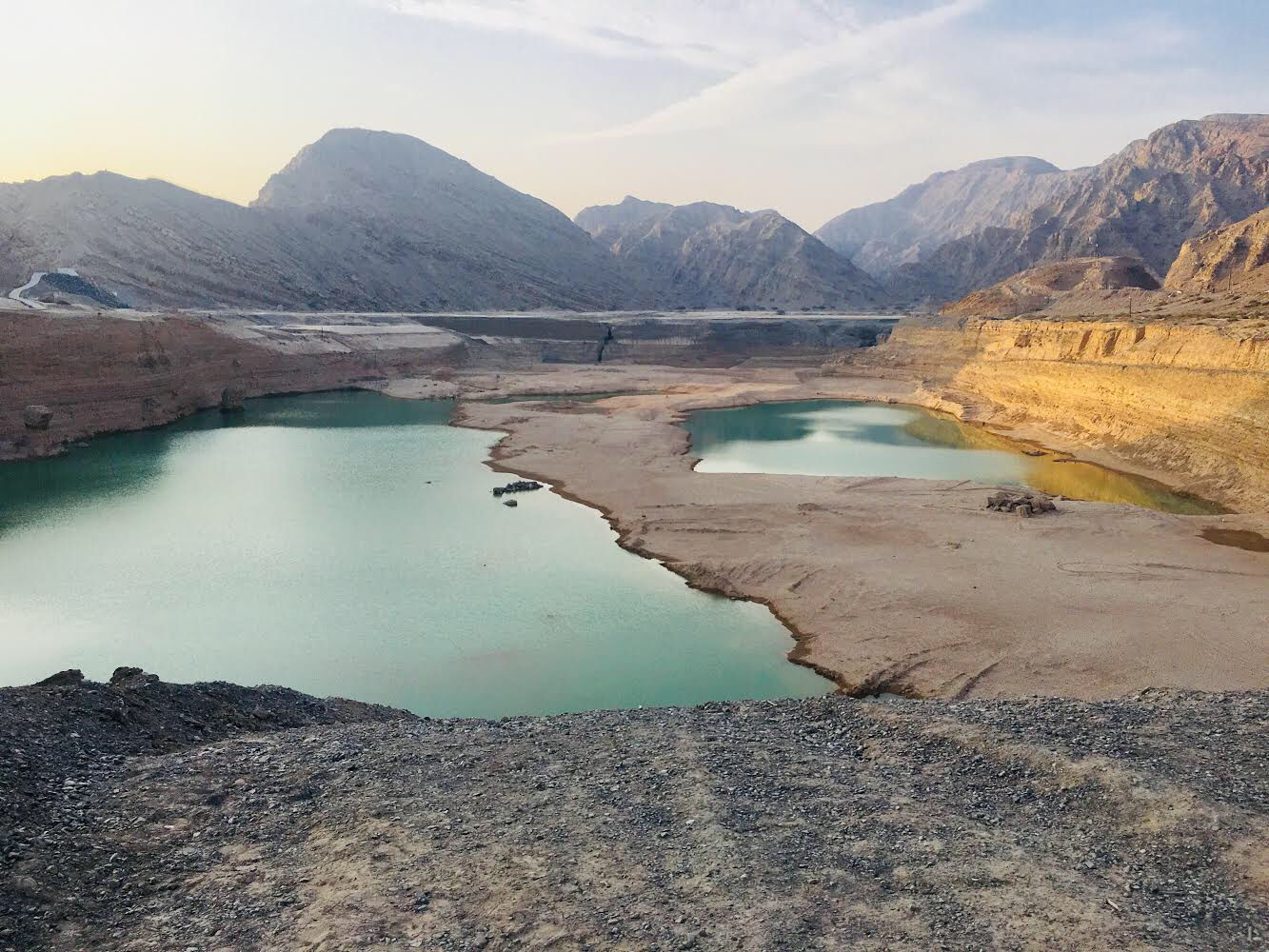
Zona cercana a la desembocadura del Wadi Bih o Wadi Al Bih, en UAE. En la foto, el embalse de la presa de Wadi Al Bih, junto a la localidad de Burayrat, construida en 1982, con una altura de 18 m., una superficie de embalse de 3,2 km2 y una capacidad de 7,5 millones de m

Ya en el último tramo de su curso bajo, especialmente a partir de la zona de confluencia con el Wadi Shah / Wadi Shehah, el cauce del Wadi Bih se ensancha considerablemente, formando una gran llanura aluvial de grava, en la que se incrementa el riesgo de inundaciones.
Para prevenir el peligro de inundación repentina de las áreas urbanas próximas a Ras al Jaima, y aumentar el potencial de recarga de aguas subterráneas, se construyó en 1982, en el cauce del Wadi al Bih, una gran presa de 18 metros de altura, con un embalse de 3,2 km² y capacidad de 7,5 millones de metros cúbicos, denominada Wadi Al Bih Dam, y en 2001 se construyó, poco antes de la desembocadura, y tras la confluencia del Wadi Qada'ah, una segunda presa denominada Al Burairat Dam, con 7,2 m de altura y un embalse con capacidad de 0,25 millones de metros cúbicos.
La existencia de estas dos importantes presas en el curso bajo del Wadi Bih, ha propiciado el desarrollo de grandes explotaciones agrícolas, con un alto uso de agua, especialmente en las tierras bajas y abanicos aluviales.

## Toponimia
Nombres alternativos: 	Wādī Al-Bayḥ, Wadi Al Bayh, Wadi al Bih, Wādī al Bīḥ, Wādī Al Bīḩ, Wady Albyh, Wadi Bih, Wadi Beeh, Wadi Al Beeh, Wadi Al-Baih, Wadi Biyah y Wadi Al Biyah.
El nombre de este wadi aparece mencionado en la documentación y mapas elaborados entre 1950 y 1960 por el arabista, cartógrafo, militar y diplomático británico Julian F. Walker, y en otros muchos documentos relacionados con los trabajos efectuados para el establecimiento de fronteras entre los entonces denominados Estados de la Tregua, completados posteriormente por el Ministerio de Defensa del Reino Unido, en mapas a escala 1:100.000 publicados en 1971.
En el Atlas Nacional de Emiratos Árabes Unidos consta identificado con la grafía Wādī Al Bīḩ.

## Población
El norte y zona central de la cuenca hidrográfica del Wadi Bih estuvo poblada principalmente por la tribu seminómada Shihuh, sección de Bani Shatair (en árabe: بني شطير‎), repartida en las zonas tribales de Khanabilah, Ahl Salhad, Maqadihah, Qaiyaisha y Banī  Bakhit y en menor medida por la sección Bani Hadiyah (en árabe: بني هدية‎), en la zona tribal Banī Idaid.
La zona suroeste de la cuenca del Wadi Bih, en el actual territorio de UAE, estuvo poblada mayoritariamente por la tribu Habus, repartida principalmente entre las zonas tribales de Banī Huraymish, Banī ‘Udayd, Banī Sā‘ad, Banī Zidah y Banī Hasan.